# Fontaine Sainte-Geneviève
La fontaine Sainte-Geneviève est une fontaine du XIXe siècle située dans le 5e arrondissement de Paris, sur la place Jacqueline-de-Romilly, au croisement de la rue de la Montagne-Sainte-Geneviève et de la rue Descartes, en face de l'ancienne École polytechnique.

## Historique
La fontaine est située au sommet de la montagne Sainte-Geneviève, lieu historique du vieux Paris.
Une imposante fontaine en pierre, de forme triangulaire, contemporaine à la fontaine Saint-Benoît, fut édifiée à cet endroit par l'architecte Augustin Guillain et le sculpteur Pierre Bernard au XVIIe siècle. Elle fut détruite en 1861 lors des aménagements de l'École polytechnique et reconstruite en 1864 d'une façon beaucoup plus modeste.

## Description
La fontaine est formée d'un muret semi-circulaire d'un diamètre d'environ 6 m, fermée par une chaîne, le tout surmontée d'une grille. Deux piliers placés aux extrémités du muret portent les écussons aux armes de la ville de Paris. Trois mascarons en bronze à têtes de lions complètent ensemble en déversant l'eau dans une simple grille située au sol. 

## Galerie

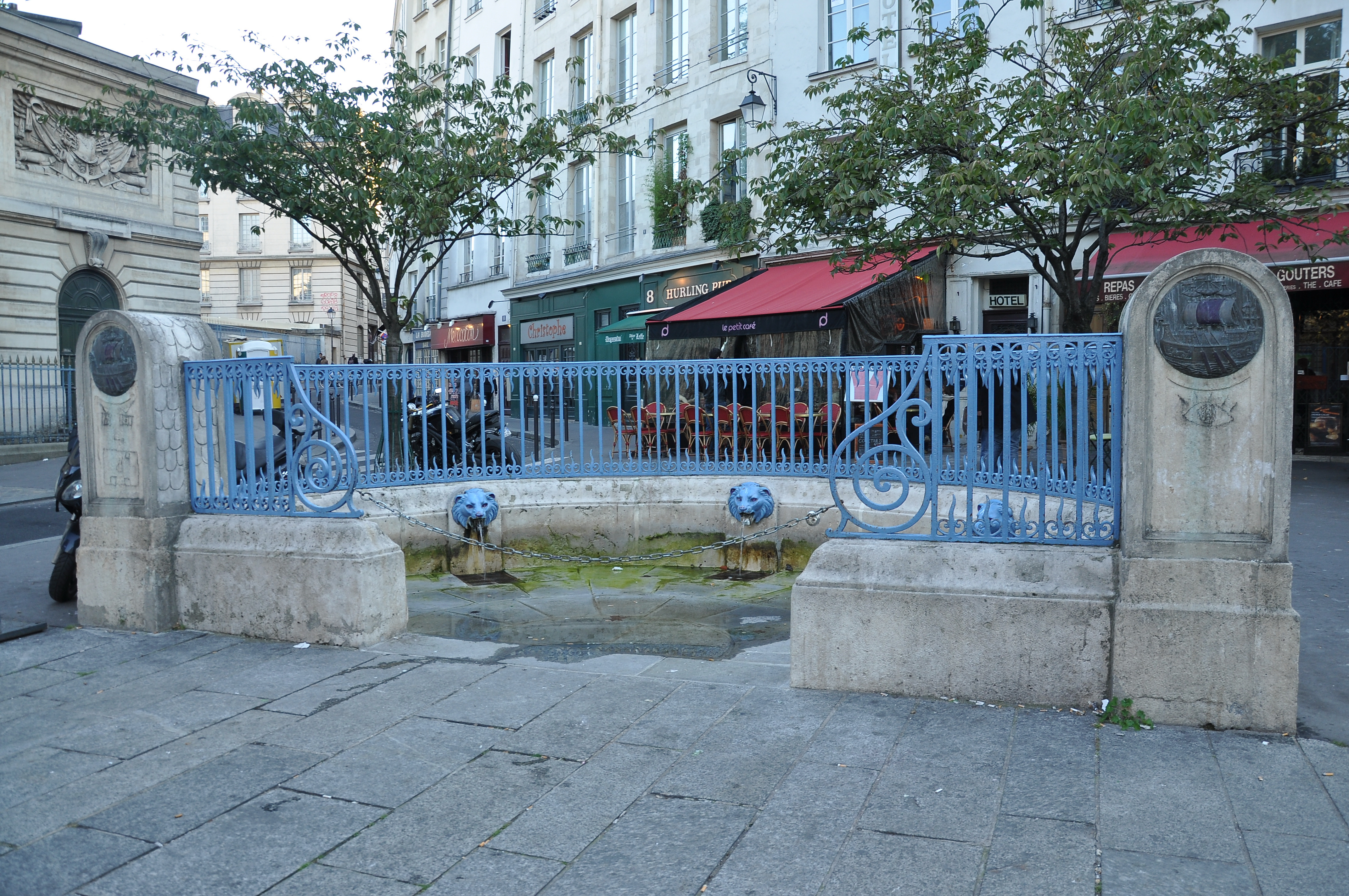
Vue d'ensemble.
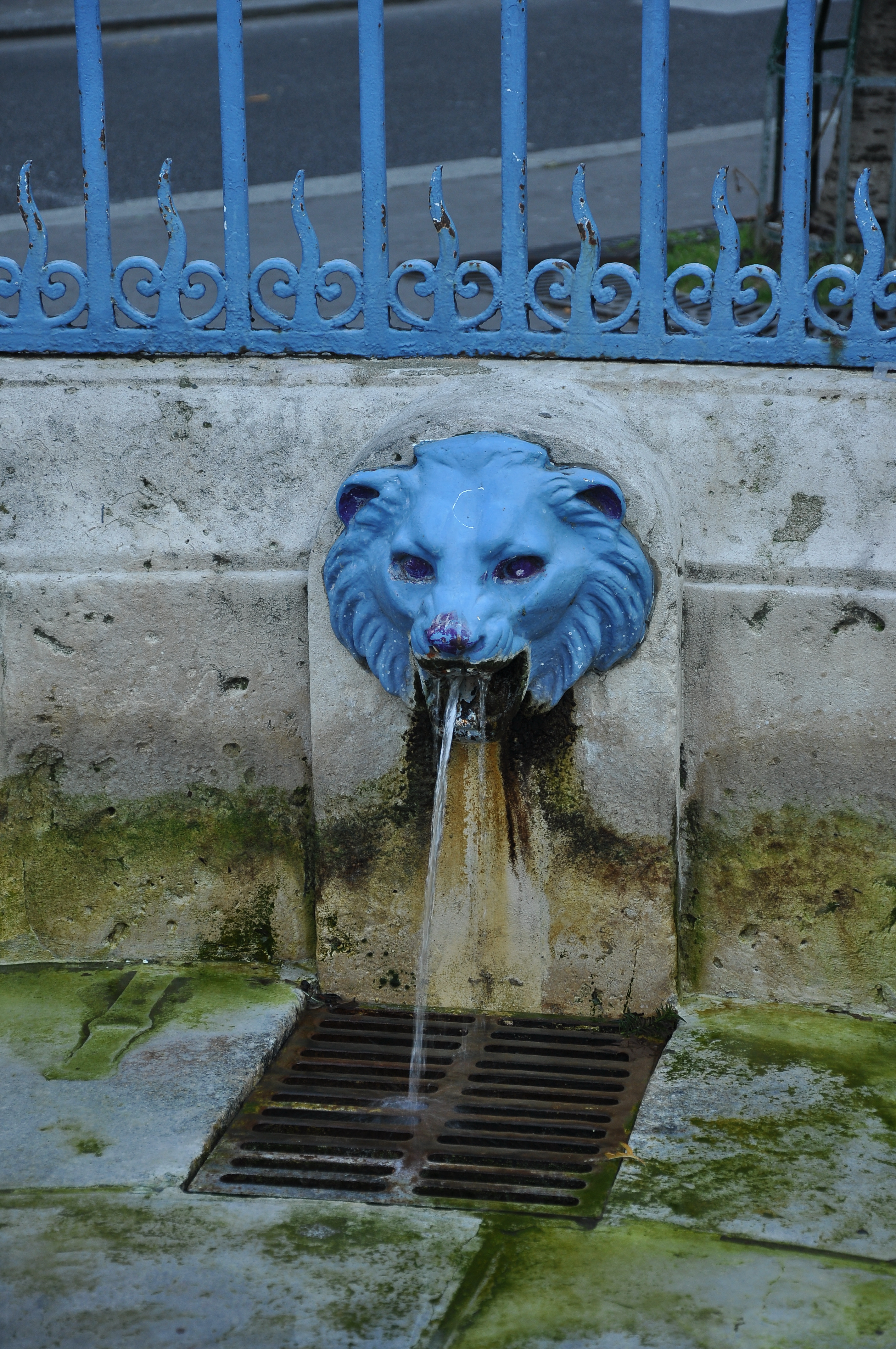
Mascaron de la fontaine.
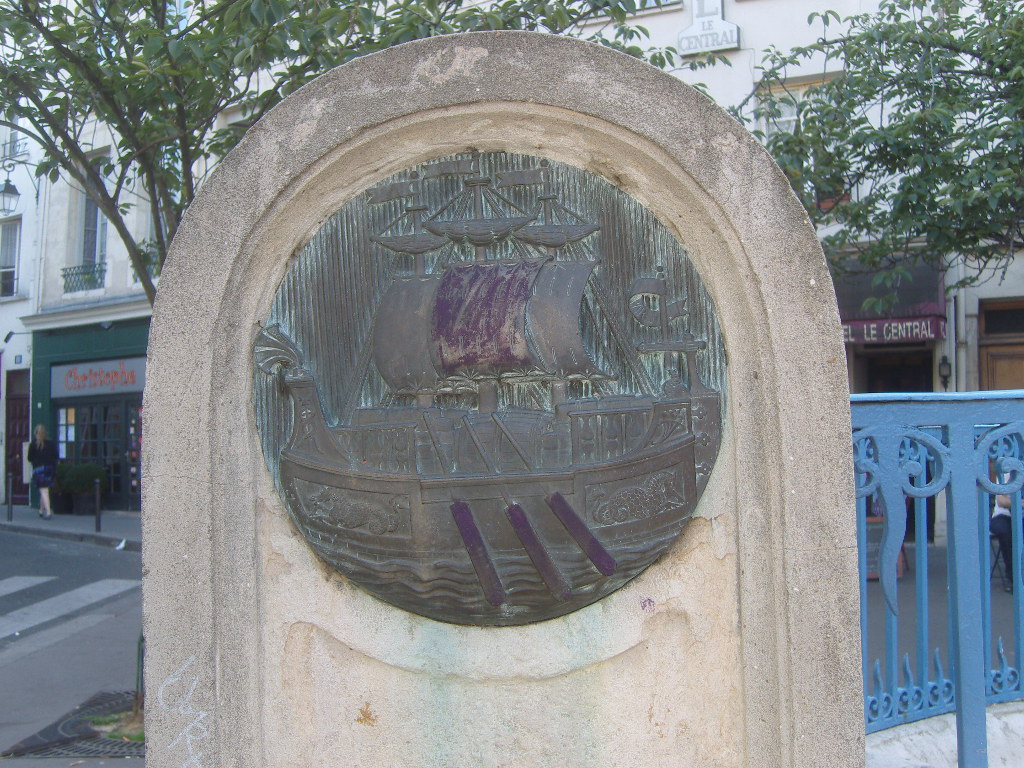
Écusson aux Armes de la ville de Paris sur un des piliers.
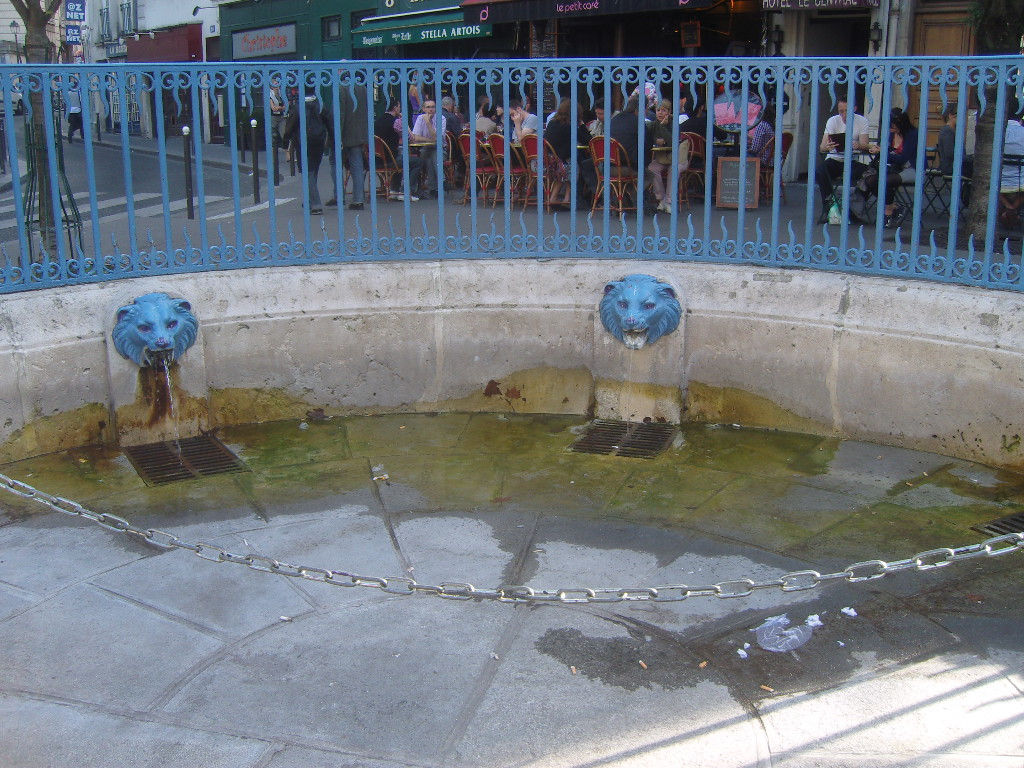
Demi-cercle de la fontaine avec les mascarons.